# Mónica Linares
Mónica Linares (Buenos Aires, 23 de mayo de 1920 - 28 de mayo de 2015) fue una actriz de reparto de cine y teatro argentina. Su verdadero nombre era Marta Estrin.

## Carrera
Linares fue una destacada actriz que, además de desarrollar una carrera teatral, tuvo importantes roles de reparto en más de 20 filmes, entre 1949 y 1965. Trabajó junto a populares figuras del ambiente artístico argentino como Ilde Pirovano, Rosa Rosen, Lolita Torres, Nelli Lainez, Guillermo Battaglia, Pepe Soriano, Beba Bidart, María Esther Buschiazzo y Rafael Frontaura, entre muchos otros.
Luego de su carrera artística Marta Estrin se desempeñó como gestora cultural y en especial se dedicó a la difusión de los artistas plásticos argentinos. Organizaba en su casa, en el barrio de Villa Devoto en la Ciudad de Buenos Aires, reuniones culturales con charlas sobre historia del arte, declamación de poemas, etc. Organizó la primera muestra de pintores argentinos en la sede de la OEA en Washington D. C. y en el Consulado Argentino de Nueva York con patrocinio del Fondo Nacional de las Artes y del Senado de la Nación Argentina. Fue además rectora de Inglés en la Cangallo Schule.

## Filmografía
- 1950: Toscanito y los detectives
- 1950: El cielo en las manos
- 1950: Don Fulgencio (El hombre que no tuvo infancia)
- 1950: Nacha Regules
- 1950: Madre Alegría
- 1952: Ellos nos hicieron así
- 1952: La mejor del colegio
- 1954: El grito sagrado
- 1955: La simuladora
- 1956: Historia de una soga
- 1956: Amor a primera vista
- 1956: El protegido
- 1956: Novia para dos
- 1956: Después del silencio
- 1956: Graciela
- 1958: Un centavo de mujer
- 1959: La caída
- 1963: Los inocentes
- 1965: Los hipócritas.[2]